# غاجي غادشييف
غاجي غادشييف (بالروسية: Гаджи Муслимович Гаджиев)‏ (مواليد 28 أكتوبر 1945) هو مدرب كرة قدم روسي.

## وصلات خارجية
- غاجي غادشييف على موقع قاعدة بيانات كرة القدم.إي يو (الإنجليزية)
- غاجي غادشييف على موقع Soccerway.com (الإنجليزية)
- غاجي غادشييف على موقع عالم كرة القدم.نت (الإنجليزية)

- J.League Data Site (باليابانية)